# بيروري
بيروري، (بالإنجليزية: Birori)‏، (سردينيا: Bìroro)، هي بلدية، في مقاطعةنوورو، في إقليم سردينيا الإيطالي، وتقع على بعد حوالي 142 كم (88 ميل) شمال كالياري، وحوالي 50 كم (31 ميل) غرب نوورو. اعتبارا من 31 ديسمبر 2004، كان عدد سكانها 586، وتبلغ مساحتها 17.4 كيلومتر مربع (6.7 ميل مربع).

## السكان
في سنة 1861 بلغ عدد السكان 442 نسمة، وتطور العدد ليصل في سنة 2011 لـ 561 نسمة.
يظهر هذا المخطط البياني تطور النمو السكاني لـ بيروري